# Booking Holdings
La Booking Holdings (precedentemente Priceline Group) è un'azienda statunitense proprietaria di numerosi siti di viaggi tra cui Booking.com, Priceline.com, Agoda.com, Kayak.com, Cheapflights, Rentalcars.com, Momondo e OpenTable. È proprietaria di siti disponibili in circa 40 lingue e 200 nazioni.

## Storia
Nel 1997 Jay S. Walker fonda Priceline a Stamford nel Connecticut e lancia il sito internet di viaggi Priceline.com. Nel 2005 l'azienda acquista per 133 milioni di dollari il sito di viaggi europeo Booking.com, operazione che negli anni si dimostra molto redditizia.
Nell'aprile 2014 il nome dell'azienda è cambiato da Priceline.com Incorporated a The Priceline Group Inc.
Nel luglio 2017 l'azienda acquisisce il Momondo Group.
Nel 2017 l'89% del suo fatturato è stato fatto al di fuori degli Stati Uniti, la maggior parte tramite Booking.com. Sempre nel 2017 il 93,4% delle entrate provenivano da commissioni e il 6,6% dalla pubblicità.
Nel 21 febbraio 2018 il nome dell'azienda viene cambiato da The Priceline Group Inc. a Booking Holdings.